# Commandant Rivière (contre-torpilleur)
Pour les articles homonymes, voir Commandant Rivière (homonymie).
Le Commandant Rivière était l’un des douze contre-torpilleurs de classe Bouclier construits pour la marine française dans la première décennie du XXe siècle.

## Conception
La classe Bouclier a été conçue selon une spécification très générale et les navires différaient considérablement les uns des autres de diverses manières. Les navires avaient une longueur totale de 74 à 78,3 mètres, une largeur de 7,6 à 8 mètres et un tirant d'eau de 2,9 à 3,1 mètres. Conçu pour déplacer 800 tonnes métrique, les navires avaient un déplacement de 720 à 756 tonnes à charge normale. Leur équipage comptait entre 80 et 83 hommes.
Le Commandant Rivière était propulsé par une paire de turbines à vapeur Breguet, chacune entraînant un arbre d'hélice utilisant de la vapeur fournie par quatre chaudières à tubes d'eau. Les moteurs ont été conçus pour produire 13000 chevaux (9700 kW), ce qui était destiné à donner aux navires une vitesse de 30 nœuds (56 km/h). Le Commandant Rivière a largement dépassé cette vitesse, atteignant 32,35 nœuds (59,91 km/h) lors de ses essais en mer. Les navires transportaient suffisamment de mazout pour leur donner une autonomie de 1200 à 1600 milles marins (2200 à 3000 km) à une vitesse de croisière de 12 à 14 nœuds (22 à 26 km/h).
L’armement principal des navires de la classe Bouclier se composait de deux canons de 100 millimètres modèle 1893 dans des affûts simples, un à l’avant et un à l’arrière des superstructures, et de quatre canons de 65 millimètres modèle 1902 répartis au milieu du navire. Ils étaient également équipés de deux affûts jumeaux pour des tubes lance-torpilles de 450 millimètres au milieu du navire.
Pendant la Première Guerre mondiale, un canon antiaérien de 45 millimètres ou 75 millimètres, deux mitrailleuses de 8 millimètres et huit ou dix grenades anti-sous-marines de type Guiraud ont été ajoutés aux navires. Le poids supplémentaire a gravement surchargé les navires et réduit leur vitesse maximale à environ 26 nœuds (48 km/h).

## Carrière
Commandé aux Forges et chantiers de la Gironde, le Commandant Rivière est lancé le 2 octobre 1912 à son chantier naval de Bordeaux. Le navire a été achevé l’année suivante. Armé pour essais à Lorient le 20 novembre 1912, il est mis en service en décembre 1912, puis désigné comme « torpilleur d’escadre » le 14 mars 1913 et armé définitivement le lendemain 15 mars. Il rallie Toulon où il est intégré à la 1ère Armée navale, en Méditerranée.
Au début de la Première Guerre mondiale en août 1914, le Commandant Rivière est affecté à la 1re escadrille de torpilleurs de la 1re Armée navale. Au cours des phases préliminaires de la bataille d'Antivari, au Monténégro, le 16 août, les 1re, 4e et 5e flottilles de contre-torpilleurs sont chargées d’escorter le gros de la 1ère armée navale tandis que les 2e, 3e et 6e flottilles escortent les croiseurs cuirassés de la 2e escadre légère et deux croiseurs britanniques. Après avoir réuni les deux groupes et repéré le croiseur protégé austro-hongrois SMS Zenta et le destroyer SMS Ulan, les contre-torpilleurs français n’ont joué aucun rôle dans le naufrage du croiseur, bien que la 4e flottille ait été envoyée dans une poursuite infructueuse du Ulan. Après avoir brisé le blocus austro-hongrois d’Antivari (aujourd’hui Bar), le vice-amiral Augustin Boué de Lapeyrère, commandant de la 1re armée navale, décide d’acheminer troupes et ravitaillement vers le port à l’aide d’un petit paquebot réquisitionné, le SS Liamone, escorté par la 2e escadre légère, renforcée par le croiseur cuirassé Ernest Renan, et escorté par le contre-torpilleur Bouclier avec les 1ère et 6e flottilles de contre-torpilleurs sous son commandement, tandis que le reste de la 1re armée navale bombarde le 1er septembre la base navale austro-hongroise de Cattaro, au Monténégro. Quatre jours plus tard, la flotte assure l’évacuation de Danilo, prince héritier du Monténégro, à bord du Bouclier, vers l’île grecque de Corfou. La flottille escorte plusieurs petits convois chargés de ravitaillement et d’équipement jusqu’à Antivari, à partir d’octobre et jusqu’à la fin de l’année, toujours couverts par les plus gros navires de l’armée navale dans des tentatives futiles d’attirer la flotte austro-hongroise dans la bataille. Au milieu de ces missions, les 1ère et 6e flottilles sont dirigées par le contre-torpilleur français Dehorter alors qu’elles effectuent un raid au sud de Cattaro dans la nuit du 10 au 11 novembre à la recherche infructueuse de destroyers austro-hongrois.
Le torpillage du cuirassé français Jean Bart le 21 décembre provoqua un changement dans la tactique française, car les cuirassés étaient trop importants pour risquer d’être exposés à une attaque sous-marine. Désormais, seuls les contre-torpilleurs escorteraient les transports, couverts par des croiseurs à une distance de 20 à 50 milles (32 à 80 km) des transports. Le premier convoi de 1915 à destination d’Antivari arriva le 11 janvier et d’autres furent réalisés jusqu’au dernier les 20 et 21 avril. Après la signature du pacte de Londres par l’Italie et sa déclaration de guerre à l’Empire austro-hongrois le 23 mai, le Commandant Rivière est toujours affecté à la 6e flottille lorsque cette unité est transférée à la 1re division de torpilleurs et de sous-marins de la 2e escadre basée à Brindisi, en Italie. Du 24 au 26 mai, le Commandant Rivière et le contre-torpilleur Bisson escortent cinq sous-marins de Malte à leur nouvelle base de Brindisi.
Le 12 juillet, la 6e flottille de contre-torpilleurs, dont fait partie le Commandant Rivère, participe à la force qui attaque l’île de Lastovo au large de la côte autrichienne de l’Adriatique (aujourd’hui partie de la Croatie), détruisant les dépôts de pétrole et la station télégraphique. Cette attaque a eu lieu en même temps que l’occupation italienne de Palagruža,.
Basé à Brindisi à partir de mai 1915, le Commandant Rivière participe en 1916 à l'évacuation de l'armée serbe vers Corfou. Les 22 et 23 février 1916, il combat contre des navires austro-hongrois. Il finit la guerre à Constantinople, où il est envoyé pour les opérations en mer Noire,. Il y reste jusqu’à avril 1919. En 1921, il rejoint la division de la Manche et de la mer du Nord à Cherbourg, où il est mis en réserve. Désarmé le 15 février 1933, à Toulon, le Commandant Rivière est vendu pour démolition à Toulon en 1934.